# Gallerie dell'Accademia

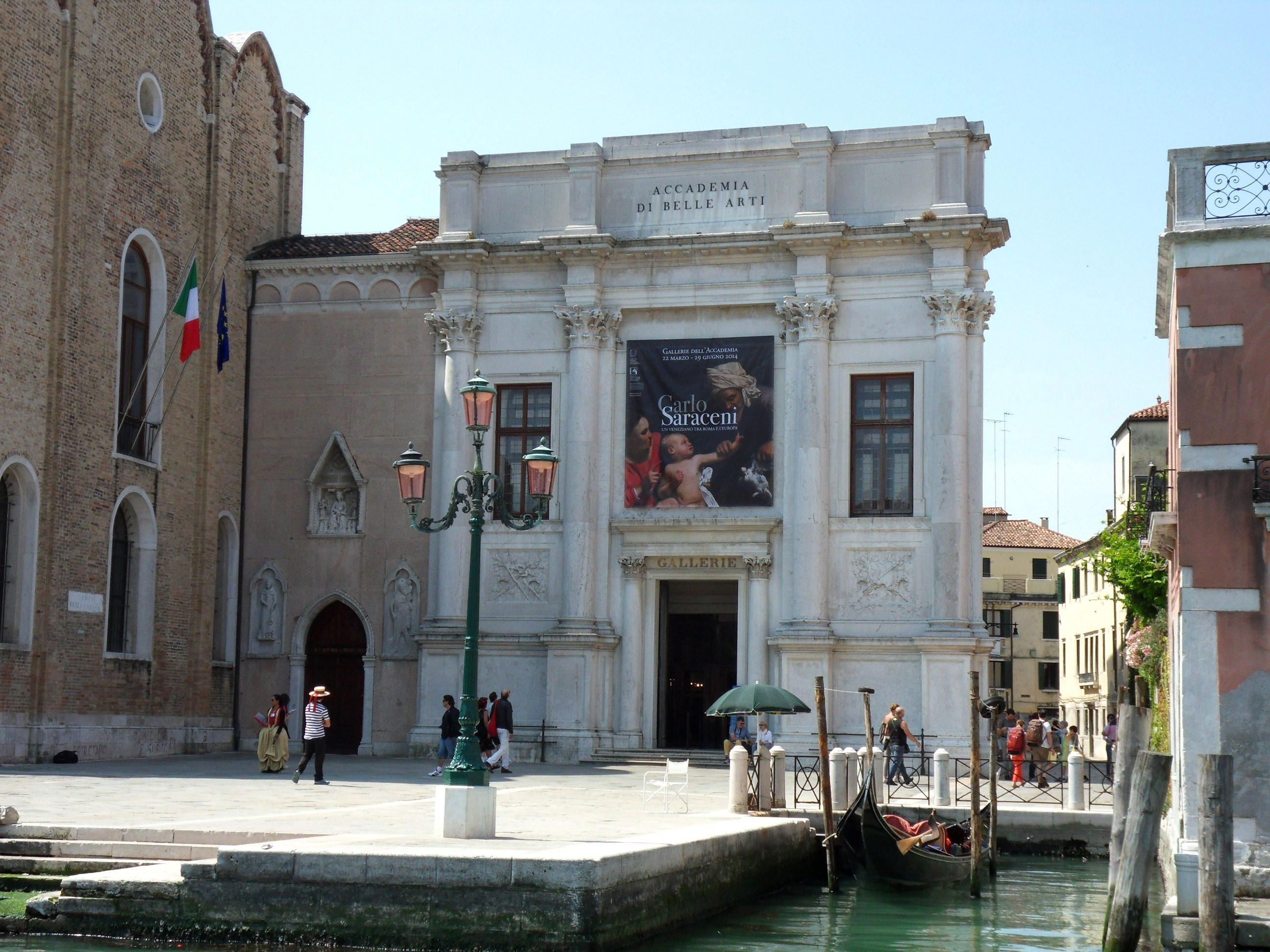
Gallerie dell'Accademia

De Gallerie dell'Accademia is een museum naast de Ponte dell'Accademia aan het Canal Grande in de wijk Dorsoduro in Venetië.

## Collectie
De collectie van het museum geeft een breed beeld van de Venetiaanse kunst uit diverse periodes zoals Byzantijnse kunst, vroegrenaissance, hoogrenaissance en de barok.
Enkele werken:
- Kroning van de maagd Maria van Paolo Veneziano
- Madonna van de dierenriem van Cosimo Tura
- Sint-Joris van Andrea Mantegna
- Madonna van de sinaasappelboom en Dragan-altaarstuk van Cima da Conegliano
- Altaarstuk van San Giobbe, Madonna met heiligen, Martinengo's piëta en Madonna met de boompjes van Giovanni Bellini
- La tempesta en De oude vrouw van Giorgione
- Portret van een edelman van Lorenzo Lotto
- De presentatie van Maria in de tempel en Johannes de Doper van Titiaan
- Het feest in het huis van Levi en Mystieke bruiloft van de heilige Catharina van Veronese
- De redding van het lichaam van de heilige Marcus, Het wonder van de slaaf en De heilige Marcus redt een Saraceen tijdens een schipbreuk van Tintoretto
- De ontvoering van Europa van Francesco Zuccarelli

- Perspectiefzicht met portiek door Canaletto.

Verder zijn er de schilderijen van de Verhalen van het kruis en de Cyclus van de Heilige Ursula, gemaakt door diverse kunstenaars.
Ook zijn er werken van o.a. Gentile Bellini, Sebastiano Ricci, Tintoretto, Giambattista Pittoni, Titiaan, Veronese en Vasari.

## Galerij

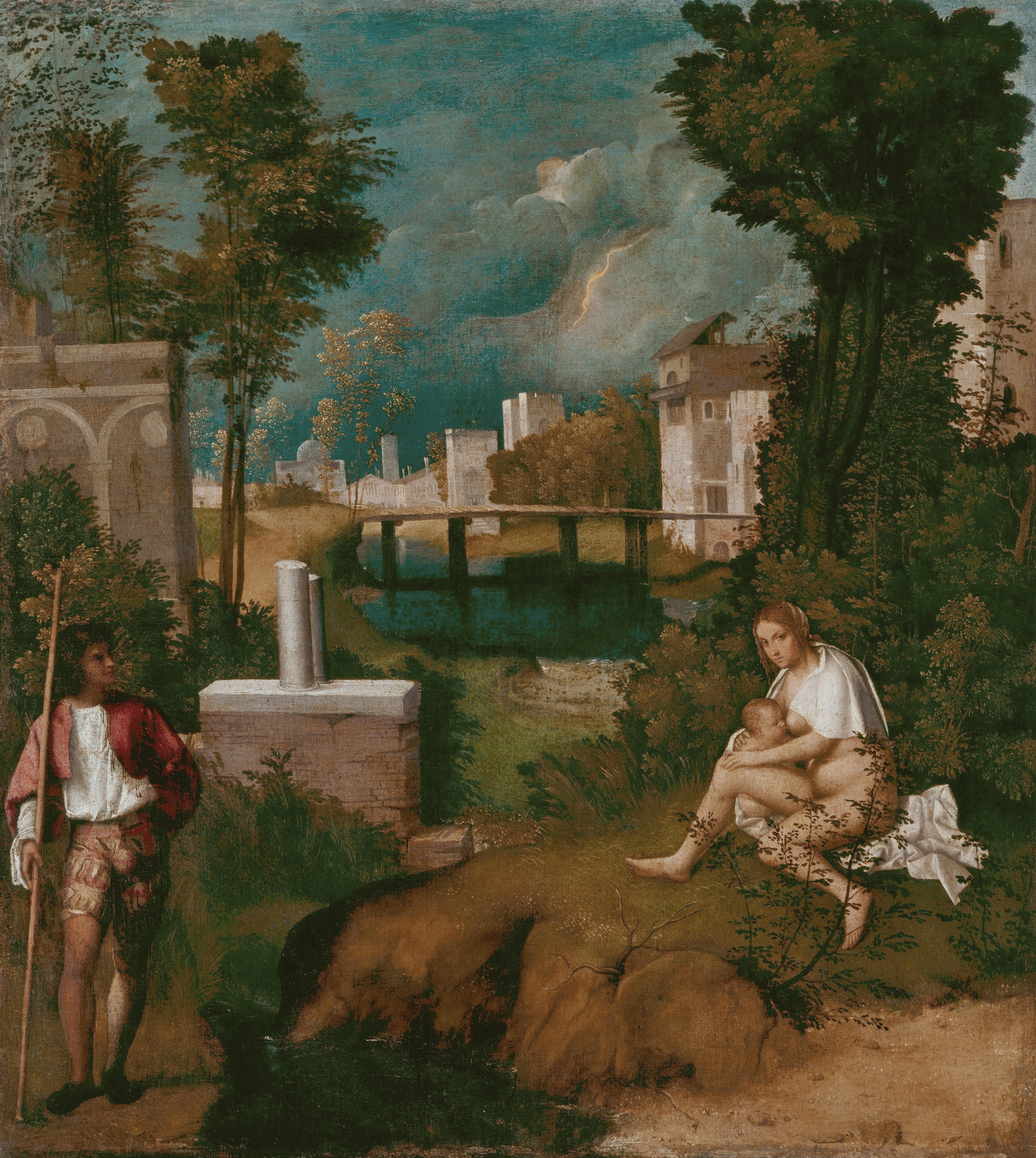
La tempesta (ca. 1508) door Giorgione
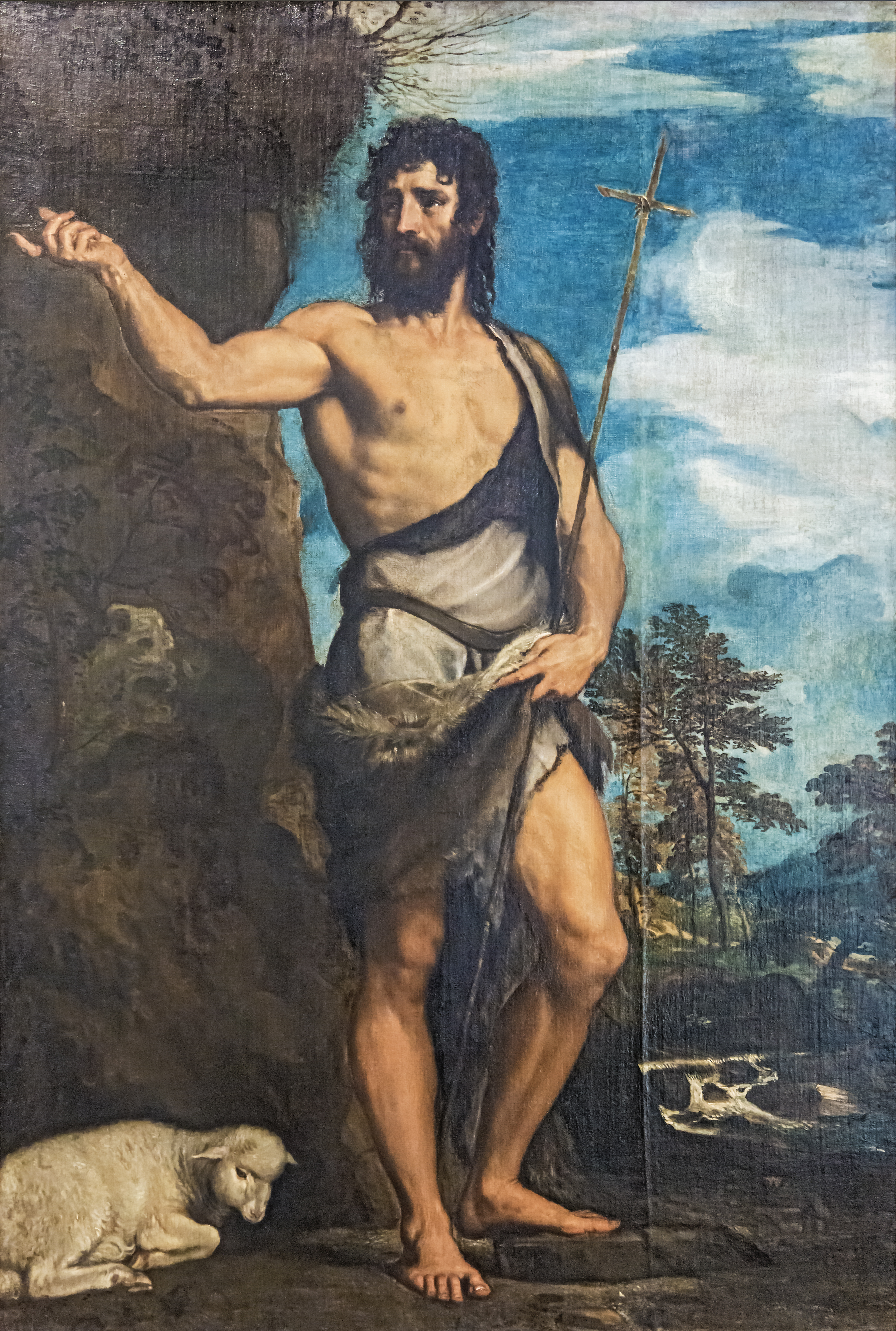
Johannes de Doper door Titiaan
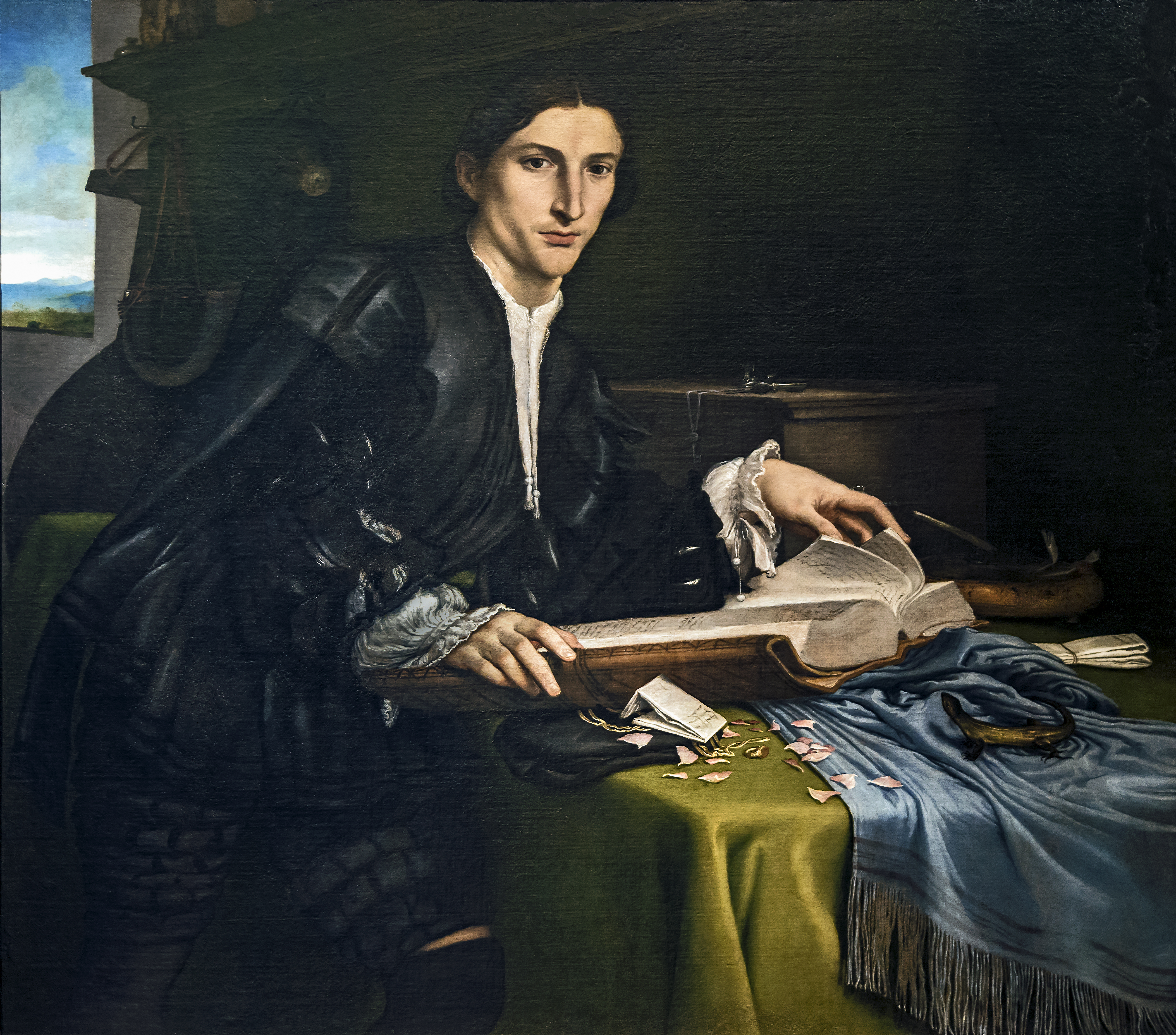
Portret van een jonge geleerde door Lorenzo Lotto
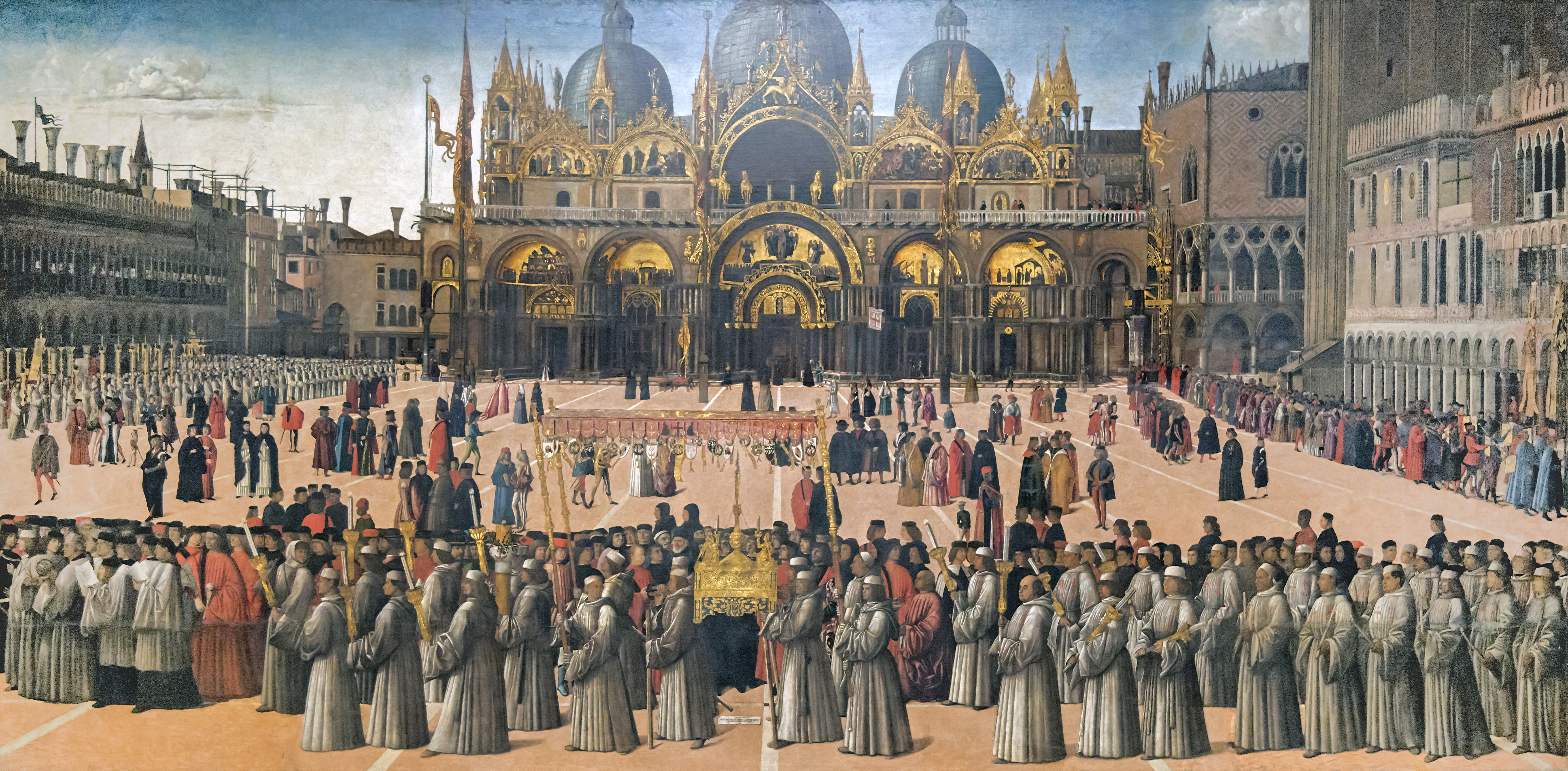
Processie van de heilige relikwie op de Piazza San Marco door Gentile Bellini